# Rojnikowiec
Rojnikowiec (Orostachys Fisch.) – rodzaj roślin należący do rodziny gruboszowatych (Crassulaceae). Obejmuje 12 gatunków. Rośliny te występują w Azji od Uralu po Chiny, Japonię i Rosyjski Daleki Wschód, na południu sięgając po Afganistan, Himalaje i południowe Chiny.

## Systematyka
Pozycja systematyczna według Angiosperm Phylogeny Website (aktualizowany system APG IV z 2016)
Rodzaj ten należy do podrodziny Sedoideae, rodziny gruboszowatych Crassulaceae DC. in Lam. & DC., do rzędu skalnicowców (Saxifragales Dumort.) i wraz z nim do okrytonasiennych. 
Pozycja systematyczna według systemu Reveala (1993-1999)
Gromada okrytonasienne (Magnoliophyta Cronquist), podgromada Magnoliophytina Frohne & U. Jensen ex Reveal, klasa Rosopsida Batsch, podklasa różowe (Rosidae Takht.), nadrząd Saxifraganae Reveala, rząd skalnicowce (Saxifragales Dumort.), rodzina gruboszowate (Crassulaceae DC. in Lam. & DC.), podrodzina Sedoideae, plemię Sedeae
Wykaz gatunków
- Orostachys boehmeri (Makino) H.Hara
- Orostachys cartilaginea Boriss.
- Orostachys chanetii (H.Lév.) A.Berger
- Orostachys fimbriata (Turcz.) A.Berger
- Orostachys gorovoii Dudkin & S.B.Gontch.
- Orostachys japonica (Maxim.) A.Berger
- Orostachys malacophylla (Pall.) Fisch.
- Orostachys maximowiczii V.V.Byalt
- Orostachys minuta (Kom.) A.Berger
- Orostachys paradoxa (A.P.Khokhr. & Vorosch.) Czerep.
- Orostachys spinosa (L.) Sweet – rojnikowiec ciernisty[4]
- Orostachys thyrsiflora Fisch.